# Somova
Somova là một xã thuộc hạt Tulcea, România. Dân số thời điểm năm 2002 là 4529 người.